# فيلا (إففويا)
فيلا (Φύλλα) هي مدينة منخفضة في الوحدة الإقليمية إفيا وتقع على ارتفاع 30 مترًا.

## الجغرافيا والتاريخ
يقع فيلا في وسط جزيرة إفيا، باتجاه الساحل الغربي لخليج إفيا الجنوبي وعلى بعد 7 كم جنوب شرق خالكيذا. تم بناؤها في سهل ليلانتيا بين نهر ليلى (عربا) الذي يفصلها عن ميتيكاس وأفراتي (شمال) وفاسيليكو (الجنوب الشرقي). القرية هي أصل عائلة أندرياس مياوليس أو أندرياس فوكوس ونشأ هناك حتى قتل حسنانداراغا جزير بك، وهو باشا تركي في المنطقة وأجبر على المغادرة إلى هيدرا، مسقط رأس والدته. تم حفظ منزله كمتحف مقابل حرم كنيسة باناجيا المخصصة لمريم العذراء. ومن أبناء المدينة نيوفيتوس أسقف كاريستوس (1790 - 1851) الذي شارك في حرب الاستقلال اليونانية في جنوب إيفيا.

## المشاهد
يوجد تل إلى الشرق من القرية تنتصب عليه أطلال قلعة من العصور الوسطى، والمعروفة باسم «كاستيلي» أو «قلعة ليكاريو»، بينما تنتصب في الغرب قلعتان من القرون الوسطى كانت تشرف على المنطقة المحيطة، على الجانب الآخر من نهر ليلا نحو ميتيكاس على التلال المجاورة. يوجد دير أجيوس جورجيوس أرماس على مسافة 10 كم إلى الشرق، ويعتقد أنه تأسس عام 1141 وتم تعيينه كنصب تاريخي منذ عام 1921. تم حفظ مبنى الدير، وهو كنيسة صليبية منقوشة بقبة، في حين أن القبة التي ربما رسمت في عام 1637 هي إضافة لاحقة. إلى الشرق وبجوار القرية توجد كنيسة باناغيا ريزكاستريوتيسا المقدسة مع لوحات جدارية من القرن السابع عشر. تم تصنيفها كنصب تاريخي في عام 1958.

## الاسم والإدارة
أتي اسمها من كلمة «أوراق الشجر» وهي حيث تميزت المنطقة بكثافتها. تم ذكرها رسمياً كمستوطنة عام 1835 وتم ضمها إلى بلدية ميسابيا آنذاك. في عام 1912 تم تحديد مقر كومونة فيلون الذي تم إنشاؤه حديثًا. وفقًا لبرنامج كاليكراتيس، يشكل دير أجيوس جورجيوس أرماس ووبلدة بانوراما كومونة فيلون المحلية التي تنتمي إلى الوحدة المحلية في ليلانتيا التابعة لبلدية خالكيذا ووفقًا لتعداد عام 2011 بلغ تعداد الكومونة 1,577 مقيمًا دائمًا، بينما تعداد المستوطنة 1,459 نسمة.